# فقه الشراب
فقه الشراب هو مجموعة الأحكام والسنن والآداب العامة التي جاء بها الإسلام أو كانت قبله ورسخها وأيدها.
فللشراب والماء عمومًا أهمية كبيرة في حياة الإنسان، وقد أولى دين الإسلام هذا الأمر أهمية كبيرة مماثلة، فقد جاء في القرآن الكريم:
«وَجَعَلْنَا مِنَ الْمَاءِ كُلَّ شَيْءٍ حَيٍّ ۖ أَفَلَا يُؤْمِنُونَ» [الأنبياء: 30].
فجُعل للشرب والمشروبات جزءٌ هام من الأحكام الفقهية، تتراوح بين الواجب والحرام، فهنالك أيضًا السنن والمباحات والآداب العامة التي جاء بها الإسلام فيما يخص شرب المشروبات.

## معنى الفقه

### الفقه لغة
هو العلم بالشيء وفهمه سواء أكان هذا الشيء دقيقًا أو جليًّا، ومنه دعاء النبي ﷺ لابن عباس: «اللهم فقِّهه في الدين وعلمه التأويل»، ثم غلب لفظ الفقه على علوم الدين والشريعة بخاصة؛ وذلك لسيادتها وشرفها وفضلها على سائر أنواع العلوم الأخرى.

### الفقه اصطلاحًا
هو العلم بالأحكام الشرعية العملية المكتسبة من أدلتها التفصيلية الصحيحة وفق أصول فقهية سليمة.

## فضائل في الماء
سقي الماء وحفر البئر: فقد سئل النبي ﷺ: «أي الصدقة أفضل؟» قال: ((سقي الماء)).
البحث عن المحتاجين من الناس للسقاية، ممن يتعسر وصول الماء لهم، سواءً في مكانٍ أو زمانٍ ما.
الإفطار على ماء. فقد جعل رسول الله ﷺ الإفطار على تمر، فإن لم يجد فخص الماء دون غيره حينها. فلم يبدل بالتمر طعامًا آخر. قال رسول الله صلى الله عليه وسلم: ((إذا أفطر أحدكم فليفطر على تمر فإنه بركة، فإن لم يجد فليفطر على ماء، فإنه طهور)).

## محرمات
المسكرات: وذلك لقوله تعالى: ﴿يَا أَيُّهَا الَّذِينَ آمَنُوا إِنَّمَا الْخَمْرُ وَالْمَيْسِرُ وَالْأَنْصَابُ وَالْأَزْلَامُ رِجْسٌ مِنْ عَمَلِ الشَّيْطَانِ فَاجْتَنِبُوهُ لَعَلَّكُمْ تُفْلِحُونَ ۝٩٠﴾ [المائدة:90]. ويدخل في الخمر كل مسكر. وذلك لحديث النبي ﷺ: ((كل مسكرٍ حرام)). وإن كان المشروب مقدارًا يسيرًا لا يؤدي للسكر، وذلك لقوله ﷺ: ((ما أسكر كثيره فقليله حرام)). إلا إن استحالت لمادة أخرى، أو استهلكت نتيجة ضآلة نسبتها الشديدة، مثل المركبات الإضافية التي تضاف للشراب كالمواد الحافظة والتي قد يدخل في تصنيعها الكحول. فهذه مهما كانت النسبة التي يشربها من هذا الشراب فإن أثر السُكْرِ لا يظهر عليه أبدًا.
السم وما يضر: وذلك لقوله صلى الله عليه وسلم: ((لا ضرر ولا ضرار)). فجعل الحديث ذلك قاعدة فقهية واسعة.
النجاسات: إلا إن استهلكت نتيجة ضآلة نسبتها الشديدة، مثل المركبات الإضافية التي تضاف للشراب.
عدم تسمية المشروبات المباحة بأسماء محرمة: والعلة في ذلك أن في هذا تشبهًا بالكفار؛ وذلك لقوله ﷺ: ((من تشبه بقومٍ فهو منهم)).
لبن الجلالة: والجلالة هي الإبل التي تُعلق بالقذارة، وقال الشافعي رحمه الله: «وفي معنى الإبل البقر والغنم وغيرهما مما يؤكل». وذلك لحديث ابن عمر أنَّ رسول الله ﷺ نهى عن أكل الجلالة وألبانها. وكذلك روي عن ابن عباس أنَّ النبي ﷺ نهى عن لبن الجلالة.
الخليطين: والمقصود بالخليطين هنا هما نقيع الزبيب ونقيع التمر. حيث كانا يخلطان أحيانًا. عَنْ أَبِي قَتَادَةَ قَالَ: (نَهَى النَّبِيُّ أَنْ يُجْمَعَ بَيْنَ التَّمْرِ وَالزَّهْوِ، وَالتَّمْرِ وَالزَّبِيبِ، وَلْيُنْبَذْ كُلُّ وَاحِدٍ مِنْهُمَا عَلَى حِدَةٍ).
الشرب في أواني الذهب والفضة: وذلك لحديث النبي ﷺ عن عبد الرحمن بن أبي ليلى: ((لَا تَلْبَسُوا الْحَرِيرَ وَلَا الدِّيبَاجَ، وَلَا تَشْرَبُوا فِي آنِيَةِ الذَّهَبِ وَالْفِضَّةِ، وَلَا تَأْكُلُوا فِي صِحَافِهَا؛ فَإِنَّهَا لَهُمْ فِي الدُّنْيَا وَلَنَا فِي الْآخِرَةِ)).

## آداب الشراب
من آداب الشراب:
1- الشرب على 3 دفعات. وذلك لحديثٍ عن أبي هريرة رضي الله عنه أنَّ رسول الله صلى الله عليه وسلم «كان يشرب في ثلاثةِ أنفاسٍ، إذا أدنى الإناء إلى فيه سمى الله، فإذا أخره حمد الله، يفعل به ثلاث مرات».
2- الشرب قاعدًا. وذلك لحديث عن أنس بن مالك رضي الله عنه أنَّ النبي ﷺ زجر عن الشرب قائمًا، لكن يجوز الشرب قائمًا لفعله ﷺ إياه.
3- في حال الجماعة آخر من يشرب هو ساقي القوم. فعن عبد الله بن أبي أوفى  أنَّ النبي ﷺ قال: ((ساقي القوم آخرهم شُربًا)).
4- في حال الجماعة يبدأ ساقي القوم بيمينه فالتالي. وذلك لما جاء في الحديث عن النبي ﷺ أنه قال: ((ساقي القومِ آخرُهم شربًا)).
5- عدم الشرب من فم الإبريق الأساسي، بل يسكب في الإناء أو الكأس. فعن أبي هريرة  أنَّ رسول الله ﷺ نهى أن يُشربَ من فِي السِّقاء.
وفي صحيح مسلم ((نهى رسول الله ﷺ عن اختناث الأسقية، أن يشرب من أفواهها)).
6- عدم التنفس في الإناء: وذلك لقوله ﷺ: ((إذ شرب أحدكم فلا يتنفس في الإناء)).
7- عدم النفخ في الإناء. فقد جاء في الجامع الصغير عن أبي سعيد الخدري أنَّ النبي ﷺ «نهى عن الشرب من ثُلمة القدح، وأن ينفخ في الشراب».
8- الشرب باليد اليمين: وذلك لحديث رسول الله ﷺ: ((لا يأكلن أحدكم بشماله، ولا يشربن بها، فإنَّ الشيطان يأكل بشماله ويشرب بها)).
9- البسملة قبل الأكل: فتسن التسمية قبل الشراب، وفي ذلك جاء في حديث عن أبي هريرة  أنَّ رسول الله ﷺ كان يشرب في ثلاثة أنفاس، إذا أدنى الإناء إلى فيه سمى الله، فإذا أخره حمد الله، يفعل به ثلاث مرات.
10- حمد الله بعد الانتهاء من الشرب. لما رواه أنس  قال: قال رسول الله ﷺ: ((إن الله ليرضى عن العبد أن يأكل الأكلة فيحمده عليها، أو يشرب الشربة فيحمده عليها)).
استعذاب الماء: أي طلب الماء العذب، فعن عائشة رضي الله عنها أنَّ النبي ﷺ كان يستعذب له الماء من بيوت السقيا.
يكره الشّرب من ثلمة الإناء في حال كان فيه كسر، لألا يضر نفسه. عن أبي سعيد الخدري أنَّ النبي ﷺ «نهى عن الشرب من ثُلمة القدح، وأن ينفخ في الشراب».

### آداب خاصة بشرب اللبن
المضمضة: فعن ابن عباس  أنَّ رسول الله ﷺ شرب لبنًا فمضمض وقال: ((إنَّ له دسمًا))، وفي رواية مسلم: (ثم دعا بماءٍ فتمضمض).
وجاء في صحيح ابن ماجة أنَّ رسول الله ﷺ قال: ((مَن أطعمَهُ اللَّهُ طعامًا، فليقلِ اللَّهمَّ بارِكْ لَنا فيهِ، وارزُقنا خيرًا منهُ، ومن سقاهُ اللَّهُ لبنًا، فليقلِ اللَّهمَّ بارِكْ لَنا فيهِ، وزِدنا منهُ، فإنِّي لا أعلمُ ما يجزئُ منَ الطَّعامِ والشَّرابِ، إلَّا اللَّبنُ)).

## ماء زمزم
لماء زمزم خصوصية عند المسلمين، فهو الذي أخرجه الله لإسماعيل عليه السلام ابن أبي الأنبياء إبراهيم عليه السلام. وهو مقترنٌ بالكعبة، يبعد عنها 38 ذراعًا. واتفق أهل العلم على استحباب الشرب منه للحاج والمعتمر وعموم المسلمين، لأنَّ رسول الله ﷺ «شرب من ماء زمزم». وعن أبي ذر رضي الله عنه أنَّ رسول الله ﷺ قال فيها: ((إنها مباركة، إنها طعام طعم)).
وقد ذكر الفقهاء آدابًا خاصةً لشرب ماء زمزم، منها:
1- استقبال القبلة.
2- التسمية.
3- التضلع منها: أي الإكثار من شربها حد الامتلاء.
4- باقي آداب الشرب العادي.